# MilkyTracker
MilkyTracker es un tracker multiplataforma y software libre para componer música en formatos MOD y XM.
Intenta recrear la experiencia del popular programa FastTracker, con modos especiales de playback para mejorados Amiga ProTracker a un 2/3 de compatibilidad.

## Mod tracker
Composición de módulo o "tracker" está hecho a través del control multicanal de muestras de audio. Un instrumento está creado para arreglar una o más muestras de audio a través de un teclado. El instrumento es entonces sequenciado en una pista que contiene nota, volumen y dato de efecto.  Un patrón es una serie  de pistas que está reproduciéndose simultáneamente. Una canción es entonces creada por los patrones.

## Características
MilkyTracker es capaz de abrir varios formatos de módulo de música antiguos y es capaz de guardar en formatos .xm y .mod.
Como FastTracker, MilkyTracker contiene un editor de muestras de audio y un editor de instrumentos.
MilkyTracker también tiene soporte básico para entrada vía MIDI.

## Plataforma soportadas
MilkyTracker esta para varios sistemas operativos y plataformas de hardware. Estos incluyen:
- Windows de Microsoft: Windows 9x y Me, NT, Windows 200x, XP, Vista y Windows 7.[3]
- MilkyTracker está disponible para Linux y Mac OS X.[3]
- MilkyTracker esta para AmigaOS 4.[3]
- Móvil de Windows: Windows teléfonos inteligentes Móviles, PDAs, PC de Bolsillo y un VDO Dayton sistema de navegación automovilística que corre Windows CE 4.2.
- Xbox
- GP2x

## Historia
MilkyTracker no se basa en ningún motor de mod replay. El núcleo MilkyPlay ha sido en desarrollo desde el mediados de los 90s, originalmente como Digitrakker .MDL. MilkyTracker empezó el desarrollo una década más tarde para el Pocket PC y él todavía funciona plenamente en bastantes humildes PDAs. MilkyTracker se quedará como un tracker de 2.º generación. No hay ningún plan para añadir el características de tracker moderno que rompería compatibilidad con FastTracker.